# Robert Smith (mathématicien)
Pour les articles homonymes, voir Robert Smith et Smith.
Robert Smith (1689 - 2 février 1768) est un mathématicien anglais et théoricien de la musique.

## Biographie
Smith est probablement né à Lea près de Gainsborough dans le Lincolnshire. Après avoir assisté au cours de l'école de grammaire de Leicester il entre au Trinity College en 1708. Il gravit les échelons de ce collège et en prend la direction en 1742 succédant à Richard Bentley. De 1716 à 1760 il occupe la chaire Thomas Plume d'astronomie et de philosophie expérimentale. Il meurt à la loge des maîtres du collège.
En dehors d'éditer deux travaux de son cousin Roger Cotes, son prédécesseur à la chaire Plume, il publie aussi A Compleat System of Opticks en 1738, qui lui vaut le surnom de Old Focus, et Harmonics, or the Philosophy of Musical Sounds en 1749. Il est le fondateur du prix Smith de Cambridge laissant 3 500 livres d'avoir à l'université dont une partie des intérêts est partagé chaque année entre les deux Bachelor of Arts qui ont le plus contribué aux progrès des mathématiques et de la philosophie naturelle.